# 高橋草坪

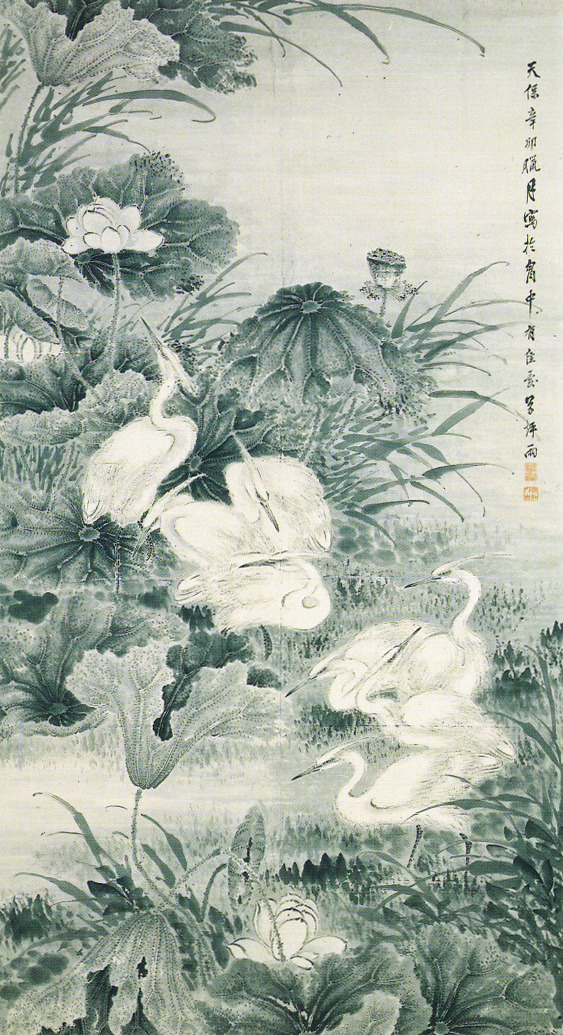
高橋草坪筆 蓮鷺図 紙本墨画 東京国立博物館所蔵

高橋 草坪（たかはし そうへい、文化元年4月5日（1804年5月14日） - 天保6年2月3日（1835年3月1日））は、幕末の文人画家である。田能村竹田の高弟。天賦の才に恵まれたがわずか32歳で早世する。
名は雨、字を草坪・元吉、富三郎と称した。号は、はじめ沢民・六田と称したが、後に草坪と改めた。他に錦江外史・片心人・小桜坊など。豊後の人。

## 略伝
豊後杵築城下富坂町（現在の大分県杵築市）の商家・槇屋（高橋氏）休平の次男として生まれる。幼い頃より絵を好み地元の画家・長谷部柳園に手ほどきを受けるが、1822年（文政5年）田能村竹田が杵築を訪れた際、竹田荘に入門した。以降、師・竹田に伴って各地を巡遊。文政6年（1823年）に京都に上り、以降帰郷することもあったが大半を京阪で過ごす。頼山陽をはじめ篠崎小竹・青木木米・浦上春琴・岡田半江・雲華院大含・小石元瑞・小田海僊など著名な文人たちと親交を深め、画を研鑽した。清初の藍瑛や元末四大家に嗣法し古画の臨模を熱心に行った。竹田をして『竹田荘師友画録』の中で画作において優品は草坪に及ばないと云わしめている。25歳も年長の浦上春琴はまだ面識のない草坪の山水画を見て「この画は少なくとも乾隆以前の明人か清人の作品で江稼圃や伊孚九などは遠く及ばない」と評し、竹田から門弟の草坪の作と本人を紹介されると茫然自失となったという逸話が残されている。それほど山水図は明清風の巧みな構図、精緻な筆致で画かれている。春琴は娘婿になるように頼んだが、高橋家に断られている。その後、草坪は篠崎小竹の娘を娶ったが不縁となっている。
かつては、師の竹田が没する半年前の天保2年2月3日（1831年3月1日）、大坂天王寺にて病没したと言われた。しかし、これは竹田に届けられた誤報に基づく記述であり、実際には天保6年（1835年）2月3日頃に没したものである。弟弟子に帆足杏雨・田能村直入らがいる。

## 代表作
| 作品名         | 技法         | 形状・員数 | 寸法（縦x横cm） | 所有者       | 年代               | 落款 | 備考                                                   |
| -------------- | ------------ | ---------- | --------------- | ------------ | ------------------ | ---- | ------------------------------------------------------ |
| 三友書屋図     |              |            |                 |              |                    |      |                                                        |
| 山水妙清図     |              |            |                 | 大分市美術館 | 1823年（文政6年）  |      |                                                        |
| 耶馬渓図巻     | 絹本著色     | 1巻        | 25.6x428.6      | 個人         | 1830年（文政13年） |      | 重要美術品。洋画家の高村真夫旧蔵。跋文は男爵杉渓六橋。 |
| 蓬莱仙館図     |              |            |                 | 静嘉堂文庫   | 1830年（天保元年） |      |                                                        |
| 渓上探梅図     |              |            |                 | 出光美術館   | 1831年（天保2年）  |      |                                                        |
| 若竹蜻蛉図     | 紙本墨画淡彩 |            |                 | 山形美術館   | 1831年（天保2年）  |      | 山形県指定文化財（絵画）                               |
| 牡丹図         |              |            |                 | 本間美術館   |                    |      |                                                        |
| 富貴平安図     |              |            |                 | 大分市美術館 | 1831年（天保2年）  |      |                                                        |
| 白梅図         |              |            |                 | 大分市美術館 | 1832年（天保3年）  |      |                                                        |
| 黄葉邨舎図     |              |            |                 | 大分市美術館 |                    |      |                                                        |
| 青緑松林山水図 |              |            |                 | 大分市美術館 |                    |      |                                                        |
| 鉄騎横行図     |              |            |                 | 大分市美術館 |                    |      |                                                        |

## 著作
- 高橋草坪編『集古草坪画式』 万延元年（1860年）

## 脚註
1. 1 2 3 4 5 6 7 8 9  宗像健一「高橋草坪 : 南画についての一考察」『大分縣地方史』第93巻、大分県地方史研究会、2013年2月、21-33頁。
2. ↑  『南豊名画集』
3. ↑  『豊絵詩史第四』
4. ↑  静岡県立美術館編集・発行 『江戸絵画の楽園』 2012年10月7日、pp.112-113。